# Серб, Антал
Антал Серб (венг. Szerb Antal; 1 мая 1901, Будапешт — 27 января 1945, Балф) — венгерский учёный и писатель, один из крупнейших венгерских литературных деятелей XX века.

## Биография
Антал Серб родился в 1901 году в семье ассимилированных евреев в Будапеште. Крещён в католичество. Изучал венгерский, немецкий и позже английский языки, в 1924 году получил докторскую степень. С 1924 по 1929 год жил во Франции и Италии, также провёл год в Лондоне, Англия, с 1929 по 1930.
Будучи студентом, опубликовал эссе о Георге Тракле и Стефане Георге, и быстро заслужил репутацию солидного учёного, выпустив несколько литературных исследований творчества Уильяма Блейка, Генрика Ибсена и других писателей. В 1933 году, всего 32 лет от роду, был избран президентом Венгерской литературной академии. В 1934 году опубликовал свой первый роман, «Призраки замка Пендрагон», основанный на личном опыте жизни в Британии. Его второй и самый известный роман, «Путешествие в лунном свете», вышел в 1937 году. В том же году он получил должность профессора литературы в Сегедском университете. Дважды, в 1935 и 1937 годах, был удостоен премии им. Баумгартена. Переводил с английского, французского, итальянского, в том числе произведения Анатоля Франса, П. Г. Вудхауза, и Хью Уолпола.
В 1941 году Серб опубликовал труд «История мировой литературы», который продолжает оставаться актуальным и в настоящее время. Он также опубликовал том по теории романа и книгу об истории венгерской литературы. Неоднократно получая возможность избежать антисемитских преследований (вплоть до конца 1944 года), предпочёл остаться в Венгрии, где в 1942 году вышел его последний роман в пиранделианском стиле «Оливер VII», повествующий о короле, организовавшем мятеж против самого себя. Роман был представлен как перевод с английского, так как «еврейская» книга в то время к печати не допускалась.
В течение 1940-х годов Серб столкнулся с растущей враждебностью из-за еврейского происхождения. В 1943 году «История мировой литературы» Серба была включена в список запрещённых произведений. В период коммунистического правления оно также подвергалось цензуре, редактуре подверглась глава о советской литературе. Полная версия стала доступна только в 1990 году. В конце 1944 года Антал Серб был отправлен на каторжные работы в концентрационный лагерь в Балфе. Поклонники его таланта попытались спасти писателя по поддельным документам, но Серб не принял помощь, желая разделить судьбу своего поколения. Он был избит до смерти в январе 1945 года, скончавшись в возрасте 43 лет. Вдова Антала Серба, Клара Балинт, умерла в 1992 году.

## Наследие
Хорошо известны научные труды Серба первой половины XX века по литературе. В десятилетие, предшествовавшее Второй мировой войне, он пишет два монументальных произведения литературной критики, демонстрирующие безукоризненный и ироничный стиль, и предназначенные скорее для взрослого читателя, чем для академической общественности. Помимо этих работ, Серб создал несколько романов и повестей, до сих пор привлекающих внимание читателей.
В «Призраках замка Пендрагон», «Путешествии в лунном свете» и «Ожерелье королевы» Серб соединяет цели литературоведа с целями романиста, показывая важность экзотического с точки зрения исследователя литературы.
Во всех трёх романах действие разворачивается в европейских странах, вне привычной Венгрии, что позволяет писателю наделить своих героев уникальными характеристиками.
Ещё одно произведение Серба, «Третья башня», является путевыми заметками о поездке в Италию. Он посетил города на севере страны: Венецию, Болонью, Равенну, и, прежде чем вернуться домой, побывал в старейшем государстве Европы, Сан-Марино. Здесь он увидел башню Монтале, которая и обусловила выбор названия для новой книги. Путевые заметки разделены на абзацы, в которых чередуются описания наблюдений и личные мысли автора.

## Избранная библиография
- A magyar újromantikus dráma, 1927
- Az udvari ember, 1927
- William Blake, 1928
- Az angol irodalom kistükre, 1929
- Az ihletett költő, 1929
- Magyar preromantika, 1929
- Vörösmarty-tanulmányok, 1929
- Cynthia, 1932
- A magyar irodalom története, 1934 («История венгерской литературы»)
- Призраки замка Пендрагон, 1934 (A Pendragon-legenda)
- Szerelem a palackban, 1935 (сборник рассказов)
- Budapesti útikalauz marslakók számára, 1935
- A harmadik torony, 1936
- Hétköznapok és csodák, 1936
- Путешествие в лунном свете, 1937 (Utas és holdvilág)
- Don’t say… but say…, 1939
- A világirodalom története, 1941 («История мировой литературы»)
- VII. Olivér, 1943 (опубликован под псевдонимом A. H. Redcliff)
- A királyné nyaklánca, 1943 («Ожерелье королевы»)
- Száz vers, 1943/1944

### Комментарии
1. ↑  См. Венгерское имя.